# Le Mystère des jonquilles
Pour plus de détails, voir Fiche technique et Distribution.
Le Mystère des jonquilles est film français réalisé par Jean-Pierre Mocky, sorti en 2014.

## Synopsis
Commerçant milliardaire, Thornton Lyle est découvert assassiné dans Hyde Park. La mise en scène du meurtre est étonnante : une chemise de nuit de femme enroulée autour de sa poitrine, des pantoufles de feutre aux pieds, une inscription chinoise dans sa poche et un bouquet de jonquilles sur ses mains jointes. Son employée Odette Rider, qui a repoussé ses avances peu de temps avant sa mort, est désignée comme la coupable idéale. Mais Jack Tarling, fin limier de Scotland Yard, va éclaircir ce mystère...

## Fiche technique
- Réalisation : Jean-Pierre Mocky
- Scénario : Jean-Pierre Mocky d'après l'œuvre d'Edgar Wallace The Daffodil Mystery
- 1er assistant réalisateur : Antoine Delelis
- Chef Opérateur : Jean-Paul Sergent
- Son : Francis Bonfanti
- Musique : Vladimir Cosma
- Production : Mocky Delicious Products
- Distribution : Zodiak Rights
- Langue : français
- Durée : 1h20
- Date de sortie : 18 juillet 2014 [1]

## Distribution
- Jean-Pierre Mocky : Tarling
- Richard Bohringer : Merlin
- Denis Lavant : Sam
- Isabelle Nanty : Willard
- Alain Bouzigues : Lannes
- Laura Mélinand : Odette Rider
- Michel Bertay : Cressard
- Laurent Biras : Docteur Simon
- Bing Yin : Ling Chu
- Jenny Del Pino : Secrétaire de Lannes
- Frédéric Boismoreau : L'adjoint de Willard
- Emmanuelle Weber : Salomon
- Michel Stobac : Livreur
- Christophe Bier : le chauffeur de taxi